# Alfred Hamerlinck
Alfred Hamerlinck (Assenede, 27 settembre 1905 – Gand, 10 luglio 1993) è stato un ciclista su strada, pistard e ciclocrossista belga.
Professionista dal 1927 al 1936, vinse due tappe al Tour de France, indossando per un giorno anche la maglia gialla, e il Grand Prix Wolber nel 1929.

## Carriera
Dopo aver condotto una plurivittoriosa carriera dilettantistica, passò professionista con la formazione francese Automoto, ottenendo subito numerosi risultati: una tappa al Circuit du Midi, il secondo posto nel Circuit de Paris, l'ottavo posto nei campionati belgi, il quinto posto nel Giro del Belgio, il nono nella Vuelta al País Vasco nel 1927 e la vittoria nel Campionato delle Fiandre Orientali nel 1928. Inoltre vinse numerose kermesse e criterium, sia francesi che belgi.
Nella stagione 1929 mise in luce le sue capacità nelle corse in linea e in particolare nelle classiche del pavé: vinse la Schaal Sels, fu terzo al Giro delle Fiandre, ai Campionati belgi e al Grand Prix de l'Escaut, oltre cogliere a numerose vittorie in Kermesse e Criterium.
I buoni risultati nelle corse in linea belghe gli permisero quella stagione di essere invitato per il Grand Prix Wolber, storica corsa considerata l'antesignano del Campionato mondiale, a cui potevano partecipare i ciclisti che avevano ottenuto i migliori risultati nelle principali corse in linea italiane, francesi e belghe. Hamerlinck riuscì ad aggiudicarsi la prova, battendo il francese Jules Merviel e il connazionale Hector Martin.
Nel 1930 ripeté i risultati raggiunti l'anno precedente e fu sesto sia al Giro delle Fiandre che alla Parigi-Roubaix, terzo ai Campionati belgi e quarto nel Grand Prix Wolber. Fu anche convocato per i mondiali casalinghi di Liegi, che chiuse all'ottavo posto assoluto. Non mancarono le vittorie, come la Anversa-Namur-Anversa e il Campionato delle Fiandre Orientali.
Nel 1931 vinse il Circuit de Paris, considerata all'epoca una classica, e partecipò al suo primo e unico Tour de France, dove riuscì ad aggiudicarsi due frazioni e indossare per un giorno il simbolo del primato, ossia la maglia gialla.
Anche al Giro del Belgio riuscì ad aggiudicarsi due tappe, chiudendo al quinto posto la classifica generale. Nelle corse in linea fu terzo nella Parigi-Tours e secondo al Grand Prix Wolber.
Nel 1932 ottenne la maggior parte delle vittorie in kermesse e criterium francesi e belgi, tornò nuovamente sul podio del Giro delle Fiandre, ancora sul gradino più basso, e fu convocato nuovamente per i campionati del mondo di Roma, conclusi all'ottavo posto. Nella stagione successiva ottenne risultati analoghi, vincendo la prova di selezione per i mondiali della nazionale belga e terminando ad un passo dal podio ai mondiali di Montlhéry, chiudendo quarto.
Dal 1934 iniziò il declino, ottenne ancora dei successi soprattutto in kermesse e criterium e qualche risultato importante. Fu decimo alla Parigi-Roubaix e secondo nel Grand Prix de l'Escaut, ma non riuscì a ripetere quanto fatto in precedenza.
Ciclista polivalente, Hamerlinck si dedicò in quegli stessi anni anche alla attività su pista e al ciclocros, anche se con risultati meno importanti di quanto fatto nell'attività su strada. Vinse la Sei giorni di Anversa nel 1936, fu settimo nella Sei Giorni di Bruxelles nel 1933 e nel 1934, quarto nel 1935 e quinto nel 1931, sesto nella Sei Giorni di Anversa nel 1935

## Palmarès

### Strada
- 1927

Grote 1 Mei-Prijs - Ereprijs Victor De Bruyne
2ª tappa Circuit du Midi
- 1928

Champion de Flandre Orientale
Championnat du Club Colonial Sportif
Omloop van de Polderstreek a Jabbeke
- 1929

Grand Prix Wolber
Champion de Flandre Orientale
Schaal Sels
Circuit de la Drende
Criterium des Routiers a Gand
- 1930

Kampioenschap van Vlaanderen - Koolskamp
Bruxelles-Oostende
Anversa-Namur-Anversa
- 1931

Circuit de Paris
1ª tappa Grand Prix Saint-Miche - Circuit du Pays Flamand
2ª tappa Grand Prix Saint-Miche - Circuit du Pays Flamand
Classifica generale Grand Prix Saint-Miche - Circuit du Pays Flamand
1ª tappa Tour de France
6ª tappa Tour de France
1ª tappa Giro del Belgio
4ª tappa Giro del Belgio
- 1932

Grand Prix van Noord-Vlaanderen
Grand Prix du Timbre Vert à Lierre
- 1933

Bruxelles-Ayeneux
Grand Prix de Schacht - Lochristi
Grand Prix van Noord-Vlaanderen
Stadsprijs Geraardsbergen
Limburgse Dageraad -  Sint-Truiden
Selection du Championat du Mond a Monthléry
- 1934

Grand Prix Stad Vilvoorde

#### Altri successi
- 1927

Criterium di Balgerhoeke
Criterium di Blankenberge
Kermesse di Meldegem
- 1928

Criterium di Balgerhoeke
Kermesse di Waarschoot
Kermesse di Vichte
- 1929

Acht van Brasschaat (criterium)
Criterium di Balgerhoeke
Criterium di Harelbeke
Criterium di Jabbeke
Criterium di Heusden O-Vlaanderen
Criterium di Wondelgem
Criterium di Hekelgem
Criterium di Gent
Kermesse di Mere
Kermesse di Waarschoot
Kermesse di Meldegem
- 1930

Criterium di Temse
Criterium di Landegem
Criterium di Wanze
Criterium di Eeklo
Criterium di Harelbeke
Criterium di Nederbrakel
- 1931

Acht van Brasschaat (criterium)
Criterium di Ginevra
Criterium di Ieper
Criterium di Zelzate
Criterium di Overmere
Criterium di Eekloo
Criterium di Jabbeke
Criterium di Deinze
Kermesse di Vichte
- 1932

Criterium di Gent
Criterium di Lier
Criterium di Zelzate
Criterium di Zwijnaarde
Criterium di Deize
Criterium di Bazel Waas
Criterium di Evergem
Criterium di Kuibeke
Criterium di Odelem
Kermesse di Gistel
Kermesse di Vichte
Kermesse di Stekene
Kermesse di Temse
- 1933

Criterium di Hemiksem
Kermesse di Petegem-aan-de-Leie
Kermesse di Mere
Kermesse di Vichte
- 1934

Criterium di Grammont
Criterium di Aalst
Grand Prix Stadt - Sint-Niklaas (Kermesse)
Kermesse di Hamme
Kermesse di Mere
Kermesse di Vichte
- 1935

Kermesse di Vichte

### Pista
- 1930

Tre Ore di Gand (con Alexandre Raes)
- 1932

Criterium d'Hiver (Omnium)
- 1935

Sei Ore di Bruxelles (con Arthur de Bruyckere)
- 1936

Sei giorni di Anversa (con Camiel Dekuysscher)

## Piazzamenti

### Grandi Giri
- Tour de France

1931: ritirato

### Classiche monumento
- Giro delle Fiandre

1929: 3º
1930: 6º
1932: 3º
- Parigi-Roubaix

1930: 6º
1931: 24º
1934: 10º

### Competizioni mondiali
- Campionati del mondo

Liegi 1930 - In linea: 8º
Roma 1932 - In linea: 8º
Montlhéry 1933 - In linea: 4º